# Дуат
Дуат в египетската митология е мястото, където пребивават мъртвите, подземното царство. Йероглифът на Дуат е кръг със звезда в центъра. Като подземно царство Дуат се свързва с нощните светила. В „Текстове от пирамидите“ се персонифицира в образа на жена – майка на умрелите, които тя отвежда на небето. Дуат се отъждествява и с хоризонта, мястото където залязва Слънцето. В представите на египтяните това е една от съставните части на Вселената (небе, земя, Дуат, вода, планини). В царските гробници на 19-а и 20-а династии върху стените или в големи свитъци е записана книгата Амдуат (Книга за това, което е в задгробния свят), в която се описва пътят към подземното царство.